# 托夫切尼科韋
51°21′6″N 33°54′50″E / 51.35167°N 33.91389°E
托夫切尼科韋（烏克蘭語：Товченикове）是位於烏克蘭東北部的村莊，由蘇梅州科諾托普區的普蒂夫利市鎮負責管轄。該村距離普季夫利、西羅米亞特尼科韋和博比涅1公里，海拔高度191米，2001年人口6。